# Goran Tomcic
 (mai 2024).
La mise en forme du texte ne suit pas les recommandations de Wikipédia : il faut le « wikifier ».
Les points d'amélioration suivants sont les cas les plus fréquents. Le détail des points à revoir est peut-être précisé sur la page de discussion.
- Les titres sont pré-formatés par le logiciel. Ils ne sont ni en capitales, ni en gras.
- Le texte ne doit pas être écrit en capitales (les noms de famille non plus), ni en gras, ni en italique, ni en « petit »…
- Le gras n'est utilisé que pour surligner le titre de l'article dans l'introduction, une seule fois.
- L'italique est rarement utilisé : mots en langue étrangère, titres d'œuvres, noms de bateaux, etc.
- Les citations ne sont pas en italique mais en corps de texte normal. Elles sont entourées par des guillemets français : « et ».
- Les listes à puces sont à éviter, des paragraphes rédigés étant largement préférés. Les tableaux sont à réserver à la présentation de données structurées (résultats, etc.).
- Les appels de note de bas de page (petits chiffres en exposant, introduits par l'outil «  Source ») sont à placer entre la fin de phrase et le point final[comme ça].
- Les liens internes (vers d'autres articles de Wikipédia) sont à choisir avec parcimonie. Créez des liens vers des articles approfondissant le sujet. Les termes génériques sans rapport avec le sujet sont à éviter, ainsi que les répétitions de liens vers un même terme.
- Les liens externes sont à placer uniquement dans une section « Liens externes », à la fin de l'article. Ces liens sont à choisir avec parcimonie suivant les règles définies. Si un lien sert de source à l'article, son insertion dans le texte est à faire par les notes de bas de page.
- La présentation des références doit suivre les conventions bibliographiques. Il est recommandé d'utiliser les modèles {{Ouvrage}}, {{Chapitre}}, {{Article}}, {{Lien web}} et/ou {{Bibliographie}}. Le mode d'édition visuel peut mettre en forme automatiquement les références.
- Insérer une infobox (cadre d'informations à droite) n'est pas obligatoire pour parachever la mise en page.

Pour une aide détaillée, merci de consulter Aide:Wikification.
Si vous pensez que ces points ont été résolus, vous pouvez retirer ce bandeau et améliorer la mise en forme d'un autre article.
 (mai 2024).
Goran Tomcic (né en 1964) est un artiste et écrivain basé à Berlin, en Allemagne. Ses divers styles et sujets artistiques comprennent des installations spécifiques au site, des structures temporaires, de l'art textuel et des pratiques performatives et participatives.

## Biographie
Tomcic a grandi sur l'île de Hvar et dans la ville de Split, en Croatie. Il a étudié à l'Université de Zagreb avant de s'installer aux États-Unis. Il a été basé à New York et à Miami de 1991 à 2009, date à laquelle il a déménagé à Berlin, en Allemagne. En 1996, il a obtenu une maîtrise en études curatoriales du Centre d'études curatoriales du Bard College. De 1997 à 1999, il a été directeur des galeries Wolfson au Miami Dade College.
Tomcic a reçu de nombreuses subventions et bourses, notamment le Trust for Mutual Understanding (1994), la bourse Pollock-Krasner (2007), la bourse de résidence MacDowell (1992, 1996), le Département de la Culture et de l'Europe du Sénat de Berlin (2020), et il a été artiste en résidence dans de nombreuses résidences d'artistes.

## Travail
Les installations et projets à grande échelle de Tomcic ont été exposés dans des musées, des galeries et des espaces alternatifs du monde entier. Son travail apparaît dans de nombreuses collections, notamment :
- Kunstmuseum Wolfsburg (Allemagne)[7]
- Collection KRC (Pays-Bas)[8]
- Hôtels CitizenM[9]
- Musée d'art de Haïfa (Israël)[10]
- Musée d'art moderne et contemporain, Rijeka (Croatie)[11]
- Collection Valamar Riviera (Croatie)[12]
- Musée Lapidarium Novigrad (Croatie)[13]
- Royal Caribbean International (États-Unis)[14]

Depuis 2015, il travaille sur des pratiques et des projets artistiques participatifs. Le projet Pompom Nets est une recherche artistique continue, interdisciplinaire et basée sur des processus, ainsi qu'une expérience sociale. Le projet crée des situations temporaires et de nouvelles manières d'être associés. Dans le cadre principal de ce projet, l'artiste a collaboré avec le public, impliquant diverses communautés et divers médiums artistiques dans l'exposition d'installations et d'activations spatiales et spécifiques au site.